# Clinocera fallaciosa
Clinocera fallaciosa är en tvåvingeart som beskrevs av Friedrich Hermann Loew 1873. Clinocera fallaciosa ingår i släktet Clinocera och familjen dansflugor. Inga underarter finns listade i Catalogue of Life.